# Era (cronologia)
Era, des d'un punt de vista cronològic, correspona un període mesurat a partir d'un esdeveniment fix i convencional des del qual es comencen a comptar els anys.
Etimològicament aquesta paraula pot tenir diversos orígens. Alguns autors diuen que pot provenir de les llengües germàniques o de l'àrab. Altres atribueixen el seu origen a l'Antiga Roma: vindria de la paraula llatina  AERA , lletres inicials de  ab exordi regni Augusti , amb les que es designava l'«era romana».
En termes generals, no hi ha cap esdeveniment a la història que no sorgeixi d'altres que l'han precedit o bé que no pugui arribar a ser origen d'altres posteriors més o menys importants.
Totes les grans civilitzacions han adoptat diversos mètodes per mesurar el temps, normalment utilitzant el moviment dels cossos celestes. El major o menor encert d'aquesta operació ha estat conseqüència del major o menor avançament del poble respecte els seus coneixements astronòmics.
També han influït, en el còmput dels dies, mesos i anys, la religió, els historiadors i fins i tot els hàbits polítics i civils dels pobles. No és d'estranyar que hagin resultat mètodes tan diferents. Farem un recorregut, en aquest text, dels principals sistemes o eres emprats en la cronologia.

## Eres gregues

### Abans de les Olimpíades
Abans de la introducció per l'historiador de Sicília, Timeu de Tauromènion, de dividir el temps per les celebracions, cada quatre anys, dels Jocs Olímpics, els historiadors de Grècia marcaven els anys de la següent manera:
- Amb el nom d'un dels arconts de Zeus
- Amb el nom d'un dels cinc èfors d'Esparta.

### Des de les Olimpíades
L'Era de les Olimpíades, anomenada així per haver tingut el seu origen en els Jocs Olímpics de Grècia, que se celebraven cada quatre anys, va ser un dels modes més antics de compulsar el temps. Es va instituir el 776 aC i constava de períodes de quatre anys.
Va ser introduïda durant el regnat de Ptolemeu Filadelf per l'historiador, nascut a Sicília, Timeu de Tauromènion, qui la va adoptar en els seus escrits per ser una manera de còmput fàcil i segur. La primera que s'esmenta és la de Coarebus, encara que mai es va usar en la vida civil sinó en la història.
El primer any de l'era cristiana es considera el primer any de l'olimpíada 195 però, atès que els anys de les Olimpíades començaven amb la primera lluna plena, després del solstici d'estiu, cap a primers de juliol, que és on comencen a comptar les olimpíades, resulta que els primers sis mesos d'un any de l'era cristiana corresponen als últims sis mesos d'un any de les Olimpíades. Els últims sis mesos del mateix any cristià corresponen als primers sis mesos d'un altre any de les Olimpíades.
Un exemple il·lustratiu: quan es diu que el primer any de l'era cristiana correspon al primer de la 195 olimpíada, s'ha d'entendre que corresponen només als  primers sis mesos  del primer any.
Els primers sis mesos del primer any de la nostra era corresponen als últims sis mesos del quart any de l'olimpíada anterior, 194. Així el segon any de l'olimpíada 195 va començar l'1 de juliol de l'any 2 dC

## Eres romanes

### Era de la fundació de Roma
Feia ja sis segles que existia Roma sense que ningú hagués pensat investigar l'època de la seva fundació.
- Cató el Vell (segle ii aC) va afirmar que Roma s'hauria fundat l'any segon de la setena olimpíada: 752 aC
- Varró-contemporani d'August-va dir que Roma s'hauria fundat l'any quart de la sisena olimpíada: 753 aC. Els emperadors romans van adoptar aquest nombre.

Algunes datacions de l'era de la fundació de Roma  Era Ab Urbe Condita  o  Era Anno Urbis Conditae :
- Polibi: 751 aC
- Fabio Pictor: 747 aC
- Usher: 748 aC
- Isaac Newton en 627 aC
- Plutarc, Tàcit, Dion, Aulus Gel·li, Censorí, Baroni, Ciceró, Titus Livi i Plini van vacil·lar entre els còmputs de Cató i de Varró.

Hi ha un còmput mitjà que és el dels  marbres capitolins , resta de les  Dotze Taules  que Verrié Flac, llibert d'August, situa, segons Suetoni, en un edifici hemicicle que havia fet construir a Penestra.
L'era Anno Urbis Conditae (com l'era Anno Domini) no va existir en l'antiguitat com un sistema cronològic d'anys civils numerats. L'era de Roma mai es va emprar en les lleis, els actes públics, ni en les inscripcions monumentals, havent estat usada solament pels historiadors. Va ser usada sistemàticament cap al 400 per primera vegada, el que se sap per l'historiador ibèric Orosi (que, com Varró, situa la fundació de Roma al 753 aC).
Segons els historiadors moderns, Roma hauria estat fundada en el segle vii aC (entre l'any 700 i el 601 aC).

### Era dels cònsols
Els romans, per al seu còmput civil, se servien de l'Era dels cònsols, i els noms dels dos primers magistrats de la república servien de data en tots els actes del govern, fossin exteriors o interiors.
Però, parlant amb rigor, no es pot considerar una era, perquè no hi ha punt de partida des d'on comptar els anys al no referir-se a una època concreta el primer d'aquella sèrie de noms.
Si s'hagués volgut datar un fet des de l'establiment de la república hagués estat necessari calcular el nombre d'eleccions de cònsols i, tot i així, des de l'any 60 del règim consular aquest mètode hagués cessat de ser segur, perquè l'any 304 de Roma ocorria el següent:
- El poder suprem es va confiar a uns  decemviros  que el van conservar dos anys,
- Els cònsols van ser algunes vegades reemplaçats per dictadors i sovint per tribuns militars,
- La república va quedar molt temps lliurada a l'anarquia,
- I no va prevaler el consolat sinó després de transcorreguts 85 anys en contínues vicissituds.

### Era juliana
L'època de l'era juliana (del 45 aC), és la reforma que va fer Juli Cèsar en el calendari romà, ordenant que l'any de la fundació de Roma (707), constés de 15 mesos, un total de 445 dies, que l'any següent (708), constés com 805, i cada quart any tingués 366 dies, introduint el dia addicional després de  les calendes  de març, és a dir, el 24 de febrer, l'any cridaria traspàs, per resultar  doble el Sesto  de les calendes de març.
Juli Cèsar també va dividir els mesos en el nombre de dies que encara es conserven i el calendari romà dividit en calendes, nones  i idus fou utilitzat en la majoria dels documents públics d'Europa per espai de molts segles; el seu significat era el següent:
- La  calendari  és el primer dia de cada mes;
- Els  idus  eren vuit dies de cada mes: al març, al maig, juliol i octubre començaven el 15 º i en els altres el 13 º de cada mes;
- Les  nonas  eren el 5è dia de cada mes i el 7è de març, maig, juliol i octubre.

Aquesta regla de calendas, nonas i idus aquesta compresa en el següent dístic:  Sex Majus nonas, Ocober, Julius et Mars Quatuor at raliqui dabit idus quidilibet octo .
Quan volem adaptar la nostra cronologia a la dels llatins, afegim un dia si ens referim a les nonas i idus, i dos si ens referim a les calendas. Quan adaptem la seva cronologia a la nostra, traiem els mateixos dies en iguals èpoques. Pel que fa a aquelles tres èpoques, explicaven els dies cap enrere, restant, enumerant els que faltaven per al seu compliment, posant en hablatiu el dia de la data, com a temps fix i determinat, i en acusatiu l'època a què es referien, mitjançant l'el·lipsi  die davant .
Exemples de tot això són:
- Calendis, nonis, idibus aprilis , és a dir, en les calendas, nonas, i idus d'abril;
- Tertio  (die davant) nonas aprilis;
- Cinquè idus  el dia cinquè abans dels idus, és a dir, el dia 9 º;
- Desè calendas maji , el desè abans de les calendes de maig, el 22 d'abril.

El dia que precedeix o segueix a alguna de les tres èpoques, s'expressava amb la preposició  pridie i prostidie , i ho veiem en alguns exemples com:
- Postridie idus Julii, era l'endemà dels idus de juliol, és a dir el dia 16è;
- Pridiecalendas maji , era el 30 d'abril.

Els noms dels mesos romans eren els mateixos que els de la cultura occidental. El mes de juliol es deia quintilis, fins a l'arribada de Juli Cèsar al poder, que va canviar el nom per juliol. Agost es deia  sextitis fins a l'arribada al poder d'Octavi August, que el va canviar al nom d'agost.
Per espai de 37 anys, des de la mort del dictador Juli Cèsar, es va cometre un error greu en el calendari romà, explicant un any de traspàs, cada tres, en comptes de cada quatre anys, com si cada any constés de 365 dies i 8 hores. Quan es va descobrir aquest error havien transcorregut tretze intercalacions en comptes de deu i l'any començava amb tres dies de retard.
Es va necessitar corregir una altra vegada el còmput i manar que cadascun dels dotze anys següents contingués 365 dies, sense fracció d'hores i sense que hi hagués any de traspàs fins a l'any de Roma 760 º, que corresponia al 7è de la nostra era.
Des de llavors s'han seguit fent càlculs dels anys sense error i les nacions occidentals cristianes han adoptat la correcció juliana, encara després de generalitzada l'adopció del supòsit naixement de Jesucrist, com a principi de l'època.
Per a calcular l'any de Roma respecte a l'any, abans o després de Jesucrist, si el de Roma és menor de 754, es dedueix del mateix guarisme i la resta és l'any que es busca. Si l'any de Roma és menys de 754, es dedueix del seu nombre la xifra 753 i la resta serà l'any de Jesucrist.
Uns exemples poden ajudar a entendre el que s'ha dit:
- Es busca l'any  abans de Jesucrist  corresponent al 685  de Roma. S'haurà de fer la següent operació: 754-685 (any de Roma) = 69 anys abans de Jesucrist
- Es busca l'any  de Jesucrist  corresponent al 792  de Roma. S'haurà de fer la següent operació: (any de Roma) 792-753 = 39 any de Jesucrist.

## Era cristiana
L'era cristiana o «era de l'Encarnació», o Anno Domini ('any del Senyor'), va començar el primer dia de gener, a la meitat del quart any de l'olimpíada 194a, l'any 753 des de la fundació de Roma i el 4714 del període julià. Els anys civils de la nostra era parteixen d'aquest moment, que es representa com 1-1-1 00:00.
Hi ha la certesa històrica que el primer que va fer ús d'aquest còmput va ser Dionís l'Exigu, monjo escita i abat romà amb el títol de Recapitutatio Dionís, però va cometre un error en el seu còmput d'uns quants anys, que només pot resoldre per una aproximació fundada en la probabilitat. Com que el naixement de Jesucrist ha influït tant en l'esperit i en els costums d'una gran part del món civilitzat, va haver de semblar convenient als erudits prendre-ho com a punt de separació entre dues sèries de segles essencialment diferents.
L'avantatge que resulta de l'adopció de l'era vulgar per fixar les dates anteriors i posteriors al naixement de Jesucrist no pot minorar per l'anacronisme de Dionisio; el càlcul, tot i ser erroni, ha estat generalment adoptat amb tant més motiu que fa que des del final del segle vi serveix de base a tots els sistemes de cronologia antiga i moderna. Tractar de posar-hi remei seria empitjorar el mal i direm que l'era cristiana o era vulgar, posterior en uns tres, quatre o set anys al naixement de Jesucrist, correspon amb altres eres en el següent:
- L'any 754 de la fundació de Roma (és a dir AD 1 = AUC 754).
- L'any 747 de l'era de Nabonassar
- Al primer de l'Olimpíada 195a
- Al 29è del regnat d'August
- En 1184 º des del saqueig de Troia, segons Diodoro, Eratòstenes i Apolodoro

Al segle vii, l'era  anno Domini  de Dionís l'Exigu era sabuda a Roma (almenys al voltant de l'any 650 una extensió de la taula de Pasqües de Dionisio va ser adoptada per l'església de Roma). Però en aquest segle l'era cristiana no es feia servir encara a Roma o en la part restant d'Itàlia. És el monjo i historiador anglès Beda el Venerable el primer que feia servir l'era cristiana completa com un sistema cronològic coherent, l'any 731, per datar esdeveniments històrics. Per aquesta raó, Beda pot ser considerat com el gran promotor de l'era cristiana. L'adopció d'aquesta era es va fer, en alguns països, en les següents dates:
- A Anglaterra, al segle viii;
- A França, a finals del segle viii;
- A Itàlia, al voltant de l'any 1000;
- A Espanya, encara que algunes vegades es va fer ús d'aquesta era al segle xi, no va ser generalment adoptada uniformement en els documents públics fins a la meitat del segle xiv, ni a Portugal fins a l'any 1415;
- En l'Imperi Oriental ia Grècia no es va fer un ús general fins després de la presa de Constantinoble, per Mahomet II en 1453.

Fins a l'any 1582 l'era cristiana era vinculada al calendari julià, després de l'any 1582 al calendari gregorià.

## Era astronòmica
Mai l'era cristiana va ser substituïda oficialment per l'era astronòmica, i l'era coherent amb el sistema datant juliano (no ser confós amb el calendari julià) proposat per Joseph Scaliger el 1583. L'era astronòmica, presa en ús per raons pràctiques per astrònoms francesos en la primera meitat del divuitè segle, conté un any zero, però aquest any zero no és exactament igual a l'1 aC.

## Altres eres

### Les indiccions
Cada  indicció  és una revolució de quinze anys que es nomena pels seus nombres corresponents: indicció I, indicció II ... fins a la indicció XV. Després es torna a comptar des d'I, II, III ... El nom i ús de les indiccions provenen dels còmputs per a tributs que pagaven els romans.

### Era mundana d'Alexandria
Aquesta era és coneguda com la «era de la Creació» i «era del món». Es va fixar l'any 5502 abans de Jesucrist, així que l'any primer de la nostra era correspon al 5503 d'aquella.

### Era mundana d'Antioquia
Aquesta era col·loca la creació del món deu anys després de la d'Alexandria, fixant-la en l'any 5492 abans de Jesucrist, però com que després van disminuir deu anys d'aquesta última, les dues coincideixen des de llavors.

### Era de Constantinoble
Es va adoptar abans de la meitat del segle vii, en Constantinoble, i fixa la creació del món en 5508 abans de Jesucrist.
Els russos van seguir aquest còmput fins al govern del rei Pere el Gran, després d'haver-lo adoptat de l'Església Grega.
En aquesta era hi ha dues maneres de comptar l'any:
- La manera civil, que comença el mes de setembre
- L'eclesiàstic, que comença el 21 de març o l'1 d'abril

Per saber l'any de l'era de Constantinoble que correspon a un any donat de la nostra, es resten 5508 del primer, des de gener fins a agost, i 5509 des de setembre a desembre. Per al cas contrari se sumen aquests guarismes en comptes de sostreure'ls.

### Era grega o dels selèucides
Els grecs van adoptar dues èpoques basant-se en Alexandre el Gran. Són les següents:
- La primera època comença amb la mort d'Alejandro, el 12 de novembre de 324 abans de Jesucrist.
- La segona, anomenada «era d'Atenes», es va conèixer amb el nom de seléucida i comença l'any (de Roma) 442, dotze anys després de la mort d'Alexandre, i 311 anys i 11 mesos abans de l'era cristiana. És l'època de la conquesta de Babilònia per Seleuco I, anomenat Nicator (el Victoriós) i es va posar en pràctica l'any julià compost de mesos romans, donant-los noms sirians.

### Era cesarea d'Antioquia
Aquesta era es va instituir a Antioquia per celebrar la victòria de Juli Cèsar a les planes de Farsalia el 9 d'agost de l'any de Roma 706, el 48 abans de Jesucrist.
Els sirians computaven aquesta era des de la tardor o des del 1r de tisri de l'any 48 aC, a l'octubre.
Però els grecs la començaven al mes  gorpiaeus  (al setembre), del 49 aC i 705 de Roma.

### Era d'Espanya
L'1 de gener de l'38 aC (716 de l'Era de Roma), es va crear una nova era fundada l'calendari julià, anomenada  era d'Espanya , passant a ser aquest dia 1 - 1-1. Està documentat el seu ús a partir del segle iii a la regió càntabre-Asturica, d'on es va estendre a la resta de la península Ibèrica, Nord d'Àfrica i Sud de França.
L'origen de la mateixa és bastant incert i es creu que està relacionat amb la conquesta i pacificació de la península Ibèrica pels romans, el final pot establir-se en l'any 716 de Roma. Aquesta era va ser l'oficial al Regne de Lleó.
Aquesta era d'Espanya es va abolir progressivament en els següents regnes:
- Catalunya: 1180 per prohibició de l'Església.
- Corona d'Aragó: 1350
- València: 1358
- Castella: 1383
- Portugal: 1422
- Navarra: a la fi del segle XV

Datació: La reducció d'aquest còmput a l'era cristiana es fa restant 38 anys a les dates després de Crist i 39 a les d'abans de Crist.

### Era de Dioclecià
Aquesta era comença el 29 d'agost de l'any després de Jesucrist 284, dia en què Dioclecià va ser proclamat emperador de Constantinoble i per les persecucions als cristians. Amb 365 dies, conté 12 mesos de 30 dies cada un, amb 5 addicionals en els anys comuns i 6 en els de traspàs.
Abans de la reforma del calendari romà per Julio Cessar, l'any a Egipte constava de 12 mesos de 30 dies, agrupats en tres estacions de quatre mesos. Al final de cada any s'afegien 5 dies, denominats  epagómenos  amb els quals es completava el cicle de 365 dies, però com que faltaven unes 8 hores per completar l'any, cada quatre anys s'afegia un dia, acumulant un any sencer cada 1461 anys.
Per remeiar tals inconvenients els astrònoms d'Alexandria afegir a cada quart any un sisè dia epagómenos, a la manera que Juli Cèsar havia afegit un dia 29è a cada mes de febrer i amb aquest arbitri es regularitzà el còmput i va quedar d'acord amb l'any Juliano. Així el 29 d'agost correspon al primer dia del seu any comú i l'1 de setembre a l'any  intercalar .

### Era de l'hègira o era musulmana
L'era de l'Hègira es va iniciar el divendres 16 de juliol de l'any 622, dia en què Muhàmmad va fugir de la Meca, cap a Medina. Aquest és el còmput dels musulmans.
Els astrònoms i alguns historiadors ho fixen en el dia anterior, dijous 15 de juliol, i segons Lane l'Hègira no comença el dia de la fugida del profeta sinó el primer dia de la lluna de moharra, que va ser la que va precedir immediatament al dia de l'esdeveniment.
La tradició explica que Muhammad, després d'haver estat ocult tres dies en una cova amb  Abu Bakar, va començar la seva jornada el novè dia de la lluna tercera, anomenada  Rabecca el-Owal , 68 dies després del principi de l'era. Així, els dos primers mesos es componen de trenta dies cada un, que és el que succeeix sovint quan el càlcul de la nova lluna es fonamenta només en la simple vista, i la sortida de la cova va haver d'haver verificat el 22 de setembre.
Els àrabs comencen a comptar el mes des de la nit que veuen la Lluna o des de l'anterior, i aquella nit sol ser veritablement la segona de la Lluna i la tercera en altres ocasions. Si no perceben la lluna en la segona o tercera nit, el mes comença més tard.
La Lluna nova de juliol de 622 va haver d'ocórrer entre les cinc i les sis del matí del dia 14 i, per tant, el 16 º va haver de ser probablement el dia primer de l'Hègira.
Els anys de l'hègira són lunars i es componen de dotze mesos lunars, que comencen amb la lluna nova, pràctica que porta confusió, ja que cada any ha de començar a l'estació precedent.
No obstant això en la cronologia, història i documents públics, els mesos del poble turc musulmà duren alternativament 30 i 29 dies, excepte l'últim mes, el qual, en els  anys intercalars  conté 30.
Els mesos de l'hègira es divideixen com els d'Occident en setmanes, cada un dels dies comença a la tarda després de lloc el Sol
Els anys es classifiquen en cicles de 30, dels quals 49 són anys comuns, compostos de 354 dies, i la resta són  intercalars, perquè tenen un dia més.
Per saber si un any és intercalar, es divideix el seu nombre per 30 i, si resulta algun dels nombres 2, 5, 7, 10, 13, 16, 18, 21, 24, 26 o 29, l'any és de 355 dies.

### Era d'Abraham
Aquesta era comença 2015 anys abans de Jesucrist i es compta des de l'1 d'octubre de 2016. Per a reduir-la a la cristiana es resta, a l'any corrent, 2015 anys i 3 mesos, i la resta serà l'any i el mes. (Vegeu l'Alcorà Sura 2, 124-127).

### Era de Nabonassar
Va ser important en la cronologia, perquè a ella es refereixen i ajusten totes les altres. L'autor en va ser Nabonassar, fundador del regne de Babilònia; comença el dimecres 26 de febrer de l'any 3967 del període julià, és a dir, 747 aC.
El càlcul dels anys és molt confús, per constar cadascun de 365 dies, sense cap intercalació. Inclou un període de 424 anys egipcis, des del principi del regnat d'aquell monarca fins a la mort d'Alexandre el Gran i es va estendre després fins al regnat de Antoní Pius.
Per trobar el dia de l'any Julià en què comença l'any de Nabonassar, es resta, a l'any donat, 748 si és abans de Jesucrist, o se li afegeix 747, si és després, i es divideix el resultat per 4, ometent fraccions, i es resta el quocient de 57, és a dir, del nombre de dies des de l'1 de gener fins al 26 de febrer.

### Era de Tir
Aquesta era comença el 125 aC, el 628 de Roma i el 186 dels selèucides.
El 19 d'octubre va ser el seu primer dia i així el primer any de l'era cristiana va ser el 1216 de la de Tir, van començar el 19 d'octubre, és a dir, dos mesos i 13 dies abans de l'1 de gener.

### Era d'August o era ciàtica
Aquesta es va fundar per la memorable batalla d'Àccium que va enfrontar a l'esquadra romana d'August contra l'egípcia, comandada per Marc Antoni, i que va posar en mans i aquell emperador el domini del món romà. Aquella cèlebre batalla va ocórrer el segon o tercer dia de setembre de l'any 15è de l'era juliana i el 72 º de Roma.
Els romans començaven aquesta era l'1 de gener de l'any de Roma 724, que és el 16 º de l'era juliana. A Egipte començava el mateix any de la batalla i va continuar així fins al regnat de Dioclecià. El seu principi era el mes de Tot, corresponent al 29 d'agost.
Els grecs d'Antioquia començaven aquesta era en el 4 de setembre i van seguir aquest còmput fins a finals del segle ix.

### Era de l'Ascensió
Aquesta era la va posar en ús el cronista d'Alexandria, qui parla en aquests termes del martiri de sant Mena de Coyts:  Anno CCLVII Domini in Caelo ... , data que correspon al 12 de novembre de 295; d. C.

### Era dels armenis
L'era armènia comença el dimarts 9 de juliol de l'any 552 dC, que va ser quan el concili armeni de Tiben condemnà el concili de Caledònia de 536, creant d'aquesta manera el cisma d'aquest país.
L'any armeni consta de 121 mesos de 30 dies, amb cinc suplementaris i és molt confús per falta d'intercalació. S'anticipa al còmput juliano en un dia cada quatre anys. Aquesta era es va adoptar:
- Per a les dates de les cartes
- Per a les dates dels actes públics.

Per a la litúrgia que es va adoptar l'any eclesiàstic per ajustar la Pasqua i les festes mòbils.
Fixos l'any eclesiàstic mitjançant de sis epagómenos, que s'afegien cada quart any. El primer dia de l'any que comença el mes armeni, Navassardi, era l'11 d'agost de l'any julià. Després, quan hi va haver una parcial reconciliació amb l'església llatina, pels anys de 1330 dC, els armenis van adoptar la forma de l'any julià.

### Era persa
Aquesta era va començar amb el regnat de Yesdegird, el qual va prendre possessió del tron de Pèrsia el 16 de juny de l'any 632 dC.
L'any consta de 365 dies i cada mes té 30 dies i s'afegeixen 5 per fi del mes Aban. L'any persa precedeix al juliano en un dia cada quatre anys.
Aquesta diferència va pujar l'any de Jesucrist 1075 a prop de 112 dies, que va ser quan el sultà Jelaledin reformar el calendari persa i manar que l'equinocci de primavera es fixés el 14 de març i que a més dels 5 dies addicionals de cada 4 anys, s'afegira un altre, pels sis o set períodes següents, després de la qual cosa no aquesta.

### Era dels jueus
Fins al segle xv, que va ser quan els jueus adoptaren el seu còmput actual, els seus sistema cronològic va ser el dels Seleucidas i començaren a comptar des de la creació del món, fixant-la en 3760 anys i 3 mesos abans del principi de l'era cristiana.
El seu any és luni-solar i consta de dotze o tretze mesos, cada mes de 29 o 30 dies, i el seu any civil comença amb la Lluna nova després l'equinocci de Tardor o immediatament després.
Els mesos del calendari del poble jueu són els següents:
- Tisri amb 30 dies
- Marchesvan amb 29 0 30
- Kislev amb 29 o 30
- Tebet amb 29
- Shebat amb 30
- Adar amb 29
- Veadar amb 29
- Nissan amb 30
- Iyar amb 29
- Sivan amb 30
- Tamuz amb 29
- Ab amb 30
- Elul amb 29

El mateix dels intercalessis 30.
La durada mitjana de l'any de 12 mesos és 354 dies, però com hi ha varietat en els mesos Marchesvan i Kislev, pot ser de 353 o de 355 dies.
De la mateixa manera l'any de 13 mesos pot contenir 383, 384 o 385 dies.
En un període de 19 anys, 12 anys tenen 12 mesos cadascun i 7 tenen 13.
Per reduir el temps judáico al nostre es resta 3764 del seu any, i la resta serà de l'era cristiana.
L'any eclesiàstic dels jueus comença sis mesos abans que l'any comú, en el mes de Nisan, que va ser quan es va verificar la volta d'Egipte i l'any eclesiatiso ajusten les seves dejunis, festes i tot el relatiu al culte.

### Era americana
Comença aquesta era el 4 juliol 1776, època en què els Estats Units d'America, lliberats del jou anglès, van proclamar la seva independència i es van constituir en govern federatiu.

### Cicle del Sol
És un període de 28 anys, un cop acabat els dies del mes tornen una altra vegada a coincidir amb els de la setmana i el lloc del sol als mateixos signes i graus de l'ecliptica dels mateixos mesos i dies. De tal manera que no hi ha diferència d'un dia en 100 anys i un altre quan comença el període dels anys de traspàs i de les lletres dominicals.

### Cicle de la Lluna i el nombre auri
El cicle de la Lluna es diu comunament "nombre auri", per haver-se marcat amb lletres daurades en els calendaris antics.
És un període de 19 anys, al final del qual els diferents aspectes de la lluna, amb diferència d'una hora, ve a ser el mateix que eren en els mateixos dies del mes 19 anys abans. Aquest cicle es va adoptar el 16 de juliol de l'any 433 abans de la nostra era.
Per trobar el nombre auri de cada any en el cicle de la Lluna ha de considerar com a primer any d'aquest el del naixement de Jesucrist, s'afegeix un a l'any vulgar, i es divideix la suma per 19, i el quocient serà el nombre de cicles de la lluna transcorreguts des de 4 º de la nostra era i el que sobre serà el nombre auri.

### Cicle pasqual
El cicle del Sol es repeteix cada 28 anys i el de la Lluna cada 19. Aquests cicles, multiplicats entre si, formen el que s'anomena un pasqual, perquè serveix per conèixer el dia en què cau la Pasqua de Resurrecció.
Al final de cada cicle de 532 anys tornen a començar tal com estaven 532 anys abans, i segueixen el mateix ordre per igual nombre d'anys:
- Els dos cels de la lluna
- Els regulars
- Les claus de les festes movibles
- El cicle del sol
- Els concurrents
- Les lletres dominicals
- El terme pasqual
- La pasqua
- Les epacta
- Les llunes noves

### Els regulars
Hi ha dues classes de 'regulars', el solar i la lunar.
El primer consisteix en nombres que s'han fixat a cada mes de la manera següent:
Gener ................. 2
Febrer ............... 5
Març ................. 5
Abril ................. 1
Maig .................. 3
Juny ................. 6
Juliol ................. 1
Agost ................ 4
Setembre ............ 7
Octubre ............... 2
Novembre ............. 5
Desembre ............. 7

### Claus de les festes movibles
Indicaven els dies en què queien aquelles solemnitats nomenades Claus terminorum .
Els Antics opinaven el següent:
- El terme de  Setantena  era el 7 de gener
- El terme de  Pasqua  l'11 de març
- El terme de  les lletanies  el 15 d'abril
- El terme de  Pentecosta  el 29 d'abril

Les taules que s'han format per esbrinar aquests dies són enginyoses i còmodes i es troben en la major part de les obres sobre cronologia; per conèixer el dia de Pasqua, que és la clau de totes les festes: per exemple, si aquest dia és el 22 de març, les altres festes seguiran l'ordre següent:
- Diumenge de  Setantena , 19 de gener
- Diumenge de  sexagésima , 26 de gener
- Diumenge de  Carnestoltes , 2 de febrer
- Dimecres de  cendra , 5 de febrer
- Diumenge de la meitat de  Quaresma , 1 º de març
- Diumenge de  Passió , 8 de març
- Divendres  Sant , 20 de març
- Lletanies , 26 d'abril
- Dia de l'Ascensió, 30 d'abril
- Pentecosta , 10 de maig
- Diumenge de  Trinitat , 17 de maig
- Corpus Christi , 21 de maig
- Diumenge d'Advent , 29 de novembre

### Els concurrents i les lletres dominicals
Hi concorren amb el cicle solar, el curs segueixen.
Els anys comuns consten de 52 setmanes i un dia, i l'any de traspàs té un dia més. El dia o els dies suplementaris es diuen concurrents perquè, com s'ha dit, concorren amb el cicle solar, el curs segueix.
El primer any d'aquest cicle té el número 1, el segon el 2, i així fins al cinquè, que té el 6 per ser de traspàs, el sisè té el 7, el setè l'1, el vuitè el 2, i el novè el 4, per ser també de traspàs, i així segueixen en els altres anys el següent:
- Agregant sempre 1 en els comuns
- Agregant 2 en els de traspàs
- Començant amb 1 després de 7, perquè no hi ha més que 7 concurrents com els dies de la setmana.

### L'epacta
L'epacta és un nombre que denota l'excés de l'any comú solar respecte al lunar, mitjançant el qual s'esbrina l'edat de la Lluna, de manera que la taula d'epacta és una taula les diferències entre les quals és de dos anys, o el nombre dels dies en què l'any solar excedeix al lunar comú de dotze lunaciones, o també el nombre de dies que la lluna de desembre té el dia primer de gener, comptant des de l'últim noviluni.
 Epacta també significa el següent:
- El llibret que cada any surt per al règim i ordre del rés diví,  Recitandi oficii eclesiatici tabulae diurnae
- La festes que els atenesos celebraven en honor de la deessa Ceres i en commemoració del dolor que experimentava perquè li va ser robada la seva filla Proserpina. Aquests actes se celebraven a la ciutat d'Eleusis.

Des d'un punt de vista de la cronologia, s'entén per epacta, segons la definició ja comentada, l'excés d'un mes solar sobre el mes sinòdic lunar. És a dir, l'epacta és l'excés de l'any solar sobre l'any lunar de dotze mesos sinòdics o d'un paquet de mesos solars sobre el mateix nombre de dotzenes de mesos sinòdics. Poden ser anuals o mensuals, i aquestes últimes són l'excés d'un mes civil (d'un mes del calendari) sobre el mes lunar.
Exemple: sent el mes lunar, 29 dies, 12 h 44' 3" (tenint en compte que el mes de gener té 31 dies), l'epacta mensual de l'1 de gener de la lluna nova serà d'1 dia, 11 h 15' 57".
Les epactes anuals es calculen com l'excés de l'any solar sobre l'any lunar.

### La correcció gregoriana
A causa dels errors del calendari julià el papa Gregori XIII va emprendre la seva reforma i d'aquí va néixer el calendari gregorià, que és l'usat generalment avui en dia.

### Principi de l'any
En virtut de les variacions, que han prevalgut a Europa per espai de molts segles, pel que fa al principi de l'any, es necessita molta cura a reduir les dates a una computació particular perquè el més petit error pot ser fatal per a l'exactitud històrica.
Els dies en què les principals nacions han començat l'any són les següents:
- El dia de Nadal, el 25 de desembre
- El dia de la Circumcisió, l'1 de gener
- El dia de 25 de març Pasqua de Resurrecció

i l'adopció d'una regla general sobre aquesta matèria és comparativament de dates modernes.

### Calendari lunar perpetu
S'ha fet un calendari lunar perpetu mitjançant del s'esbrina tots els anys passats i futurs, el dia de la lluna nova de cada mes, i el dia de la Pasqua de cada any.
Consta de quatre columnes que comprèn  els dies del mes , el  nombre auri , la  lletra dominical  i l'epacta  de cada dia i en els mesos de març i d'abril s'afegeix una columna més per al  terme pasqual, que és el que serveix de norma als autors de calendaris. És a més de gran utilitat per als diversos càlculs astronòmics i per al seu ús és necessari seguir una sèrie de regles i operacions que exigeixen gran estudi i paciència.

### Calendari romà eclesiàstic
Per espai de molts segles, des de la fundació de l'Església, era costum datar els documents eclesiàstics per  calendes ,  nones  i  idus  i els documents privats per les  festes dels sants , com encara l'observen els bisbes catòlics d'Anglaterra i Irlanda.

### Calendari dels quàquers
L'any començava el 25 de març mes que cridaven  Primera  però a la junta anual de l'any 1751 es va nomenar una comissió perquè informés sobre la reforma que acabava d'introduir en el calendari el rei Jordi II.
L'opinió de la comissió va ser que en tots els documents i escrits dels amics, des del dia últim del desè més proper, anomenat desembre, s'havia observa el nou còmput i que en conseqüència el primer dia de l'onzè més proper, anomenat gener, havia de ser considerat pels amics com el primer dia del mes de l'any 1752, i haurian de seguir els altres mesos l'ordre del calendari comú. Aquest informe va ser adoptat per aquesta comunitat religiosa i és el que observa.
No donen noms als dies de la setmana, sinó que els designen per nombres, començant pel diumenge 1, dilluns 2, dimarts 3, etc.

### Calendari de la primera República francesa
El setembre del 1793, la nació francesa va resoldre crear una nova era i formar un nou calendari fundat en principis filosòfics, i La Convenció decretar el següent:
- La nova era començaria amb la fundació de la República el 22 de setembre de 1792, dia de l'equinocci de tardor, trobant-se el Sol en lliura, a les 9 hores, 18 minuts i 30 segons del matí, segons el meridià de París.
- Que cada any començaria a la mitjanit del dia en què caigués el veritable equinocci de tardor.
- I que el primer any de la República francesa havia començat a la mitjanit del 22 de setembre de 1792 i havia acabat a mitjanit entre el 22 i el 23 del mateix mes de l'any següent.
- Es va decretar que el quart any de la República fos de traspàs, que se li afegís un sisè dia complementari i que s'anomenaria  Primera França
- Que l'any de traspàs s'anomenaria olímpic  i passaria cada quatre anys.
- Que cada un d'aquests períodes seria una frança .
- Que els tres primers anys seculars de la república, és a dir l'any 100, el 200, i el 300, serien anys comuns i que el quart o any 400, seria traspàs i que el mateix succeiria cada quart de segle, fins al XL, el qual acabaria com un any comú.

L'any es va dividir en 12 mesos, cada mes en 30 dies i es van afegir a la fi de l'any 5 dies, que s'haurien de celebrar com festes amb el nom de  sansculottides.

### Calendari xinès
El calendari del qual fan ús els xinesos els serveix tant per a la divisió del temps, com per als seus càlculs d'astrologia, averanys, vaticinis i altres pràctiques de la seva cultura, i té un cicle arbitrari de 60 anys, establert en 2637 aC, abans del regnat de l'emperador Yau.

## Altres divisions del temps
Altres divisions del temps podrien ser les següents:
- El  lustre  que és un període de cinc anys o la consumació de 50 mesos. Era quan els romans renovaven el cens de la població.
- Una  generació  és l'interval que separa el naixement del pare del fill. S'usa per calcular períodes i generalment es donen tres generacions a cada segle.
- Regnats, que és el nombre de monarques o caps suprems que se succeeixen en un període d'anys i depèn de les institucions polítiques de cada país.

Newton va calcular que en les monarquies hereditàries el terme mitjà de cada regnat és de 18 a 20 anys i la proporció entre aquest terme mitjà i el de la durada d'una generació és de 4 a 7. Un altre cronòleg Halis va demostrar que el terme mitjà d'un regnat era de gairebé 23 anys en una sèrie de 454 reis i un període de 10.105 anys, incloent en aquests càlculs als següents reis:
- - Els reis d'Egipte i d'Atenes
  - Els reis d'Argos i Lidia
  - Els 18 reis de Judea
  - Els reis d'Anglaterra, des de la conquesta fins a 1760
  - Els reis d'Escòcia des de Malcom I, en 938, fins a la mort de Jacobo I
  - Els reis de França, des 987-1793
  - Els reis d'Espanya, des 1027-1788
  - Els 142 reis de Hindostan
- Pel que fa a les monarquies europees poden ser útils les següents dades:
  - Espanya, des Fernando el Gran, el 1027, fins a l'abdicació de Carles IV, el 1808, un període de 781 anys, 33 regnats i 24 anys de mitjana.
  - Imperi Germànic, des Carlemany, en 800, fins Leopold I, en 1792, un període de 992 anys, amb 55 emperadors i 18 anys de mitjana.
  - Anglaterra, des Malcom I, en 938, fins Jacobo VI o I d'Anglaterra, el 1625, un període de 687 anys, amb 33 reis i 21 anys de mitjana.
  - França, des d'Hug Capet, en 987, fins a la mort de Lluís XVI, el 1793, període de 806 anys, amb 32 reis i 20 anys de mitjana.
  - Papats, és la successió més ràpida per l'edat avançada en que generalment són elegits, des de l'any 1000-1829 hi ha hagut 411 Papes sense comptar amb els antipapa si dona set i mig anys de mitjana per a cada Papa.
- L'era dels combats capitolinos, instituïts per Domicià en 86, any de Roma 839.
- L'era de Kalyugam o  edat de la desgràcia  que els hindus fan arribar fins a l'any 3101.
- L'era de  Jezdegerd  o  Isdegerdes III  que va començar en 632 i la usaven els perses.
- L'era Geluleana.
- L'era Gregoriana, data de la reforma del calendari julià per Gregori XIII en 1582.